# Jardín Xuyuan
El jardín Xuyuan está en el centro de la ciudad de Nankín, en la República Popular China. Fue construido durante los inicios de la dinastía Ming.
El jardín fue construido originariamente para alojar a la nobleza durante el mandato del emperador Zhu Yuanzhang. Durante la dinastía Qing, sirvió como residencia de virreyes. En la época del Reino de los Cielos de Taiping fue la residencia de Hong Xiuquan. El propio Sun Yat-sen tuvo aquí un despacho.
El jardín tiene en el centro un lago en forma de vasija. En una de las orillas se puede apreciar un barco de mármol, réplica en miniatura del que se puede encontrar en el Palacio de Verano de Pekín.
- Datos: Q11072109
- Multimedia: Xu Garden / Q11072109